# Szerencs
Szerencs este un oraș în districtul Szerencs, județul Borsod-Abaúj-Zemplén, Ungaria, având o populație de 9.402 locuitori (2011). 

## Demografie
Componența etnică a orașului Szerencs
     Maghiari (94,63%)
     Romi (2,58%)
     Germani (1,69%)
     Necunoscut (0,61%)
     Alții (0,49%)
Componența confesională a orașului Szerencs
     Romano-catolici (39,8%)
     Reformați (19,52%)
     Fără religie (6,37%)
     Greco-catolici (4,97%)
     Necunoscută (28,54%)
     Alte religii (2,06%)
Conform recensământului din 2011, orașul Szerencs avea 9.402 locuitori. Din punct de vedere etnic, majoritatea locuitorilor (94,63%) erau maghiari, existând și minorități de romi (2,58%) și germani (1,69%). Apartenența etnică nu este cunoscută în cazul a 0,61% din locuitori. Nu există o religie majoritară, locuitorii fiind romano-catolici (39,8%), reformați (19,52%), persoane fără religie (6,37%) și greco-catolici (4,97%). Pentru 28,54% din locuitori nu este cunoscută apartenența confesională.